# Léon Galy-Gasparrou
Pour les articles homonymes, voir Galy.
Léon Galy-Gasparrou, né le 20 juillet 1850 à Massat (Ariège) et mort le 12 septembre 1921 à Massat (Ariège), est un homme politique français.

## Biographie
Ancien élève des dominicains au collège de Sorèze, licencié en droit, notaire, il fait ensuite carrière en politique. Il devient maire de Massat, conseiller général du canton de Massat (1876-1921) et député radical-socialiste de l'Ariège de 1898 à 1906.
Sa forte implantation locale est due à sa défense véhémente du monde paysan, à de multiples réalisations dans sa commune (écoles, électrification, eau, égouts) novatrices pour l'époque, ainsi qu'à l'achat du domaine montagnard de la vallée, plus de 10 000 ha par les communes du Syndicat des Montagnes.
Franc-maçon affirmé et militant laïque, il est vivement combattu par la droite cléricale dont le candidat Henri Bernère, parvient à le battre en 1906. Excommunié, le diocèse de Pamiers refusera, à sa mort par suicide en 1921, les obsèques catholiques.
Son fils est Georges Galy-Gasparrou.